# Dive Bar Tour
Dive Bar Tour, patrocinada pela Bud Light, foi uma turnê promocional  da artista musical estadunidense Lady Gaga, em suporte de seu quinto álbum de estúdio, Joanne (2016). A pequena digressão visitou bares dos Estados Unidos nos dias 5, 20 e 27 de outubro de 2016. Todas as performances foram transmitidas ao vivo na página da Bud Light no Facebook, assim como na página de Gaga.
Em um comunicado, Gaga disse: "Minhas primeiras apresentações foram em bares de Nova Iorque e ao redor do país, então trabalhar com a Bud Light para voltar às minhas raízes e cantar as faixas do meu novo álbum Joanne é uma maneira emocionante de se conectar com meus fãs e compartilhar essa música com eles pela primeira vez", e acrescentou que os locais iriam acentuar a "forte atmosfera Americana" de seu disco.

## Repertório
O repertório abaixo é representativo do concerto ocorrido em 5 de outubro de 2016 em Nashville.
1. "Sinner's Prayer"
2. "A-Yo"
3. "Million Reasons"
4. "Perfect Illusion"

O repertório abaixo é representativo do concerto ocorrido em 20 de outubro de 2016 em Nova Iorque.
1. "Diamond Heart"
2. "A-Yo"
3. "Joanne"
4. "Grigio Girls"
5. "Million Reasons"
6. "Just Another Day"

O repertório abaixo é representativo do concerto ocorrido em 27 de outubro de 2016 em Los Angeles.
1. "Come to Mama"
2. "A-Yo"
3. "John Wayne"
4. "Million Reasons"
5. "Angel Down"
6. "Joanne"
7. "Perfect Illusion"

## Datas
| Data                  | Cidade           | País             | Local            |
| América do Norte      | América do Norte | América do Norte | América do Norte |
| --------------------- | ---------------- | ---------------- | ---------------- |
| 5 de outubro de 2016  | Nashville        | Estados Unidos   | The 5 Spot       |
| 20 de outubro de 2016 | Nova Iorque      | Estados Unidos   | The Bitter End   |
| 27 de outubro de 2016 | Los Angeles      | Estados Unidos   | The Satellite    |